# Jesse L. Brown
Jesse LeRoy Brown (Hattiesburg, 13 ottobre 1926 – Hamgyŏng Meridionale, 4 dicembre 1950) è stato un ufficiale statunitense.
Fu il primo aviatore afroamericano a completare il programma di addestramento al volo di base della Marina degli Stati Uniti (anche se non il primo aviatore afroamericano della Marina), il primo ufficiale navale afroamericano ucciso nella guerra di Corea e insignito della Distinguished Flying Cross.
Nato a Hattiesburg, nel Mississippi, da una famiglia povera, Brown è stato profondamente interessato agli aerei fin dalla giovane età. Si diplomò come salutatorian della sua scuola superiore, nonostante la segregazione razziale, e in seguito si laureò alla Ohio State University. Brown si arruolò nella Marina degli Stati Uniti nel 1946, diventando guardiamarina e guadagnò le sue ali da pilota il 21 ottobre 1948, evento che ebbe un'ampia copertura mediatica. Nel gennaio 1949 fu assegnato al Fighter Squadron 32 (VF-32) a bordo della portaerei USS Leyte di base alla Stazione della Guardia Nazionale di Quonset Point
All'inizio della guerra di Corea, la Leyte fu inviata nella penisola coreana, giungendovi nell'ottobre 1950. Brown, un guardiamarina, aveva già volato in venti missioni di combattimento quando il suo Corsair finì sotto il fuoco nemico e si schiantò su una remota cima di montagna il 4 dicembre 1950, mentre supportava le truppe di terra nella battaglia del bacino di Chosin. Brown morì per le ferite riportate nonostante gli sforzi del suo gregario, Thomas J. Hudner Jr, che si schiantò intenzionalmente con il suo aereo nelle vicinanze in un tentativo di salvataggio, per il quale fu insignito della Medal of Honor.
La vita di Brown nell'esercito americano è stata commemorata in libri e film, incluso il film del 2022 Sulle ali dell'onore. La fregata USS Jesse L. Brown (FF-1089) è stata chiamata così in suo onore.

## Primi anni di vita e istruzione
Brown è nato il 13 ottobre 1926 a Hattiesburg, nel Mississippi. ed era uno dei sei figli di Julia Lindsey Brown, un'insegnante, e John Brown, un magazziniere di generi alimentari Aveva quattro fratelli, Marvin, William, Fletcher e Lura, e una sorella maggiore conosciuta come Johnny. Gli antenati di Brown erano afroamericani Chickasaw e Choctaw. La famiglia viveva in una casa senza riscaldamento centralizzato e impianto idraulico interno, quindi si affidavano a un camino per scaldarsi. Da bambino, il fratello di Jesse, William, cadde in questo camino e rimase gravemente ustionato.
All'inizio della Grande depressione, John Brown perse il lavoro e trasferì la famiglia a Palmer's Crossing a 16 km da Hattiesburg, dove lavorò in una fabbrica di trementina fino a quando non fu licenziato nel 1938. John Brown trasferì la famiglia a Lux, nel Mississippi, dove lavorò come mezzadro in una fattoria. Durante questo periodo, Jesse Brown condivise un letto con i suoi fratelli (come era uso comune tra molte famiglie) e frequentò una scuola che si trovava a quasi 5 km di distanza. I suoi genitori erano molto severi riguardo alla frequenza scolastica e ai compiti, e Jesse Brown andava a scuola a piedi ogni giorno I Brown erano battisti impegnati e Jesse, William e Julia Brown cantavano nel coro della chiesa. Nel suo tempo libero, Brown lavorava anche nei campi della fattoria raccogliendo mais e cotone.
Quando Brown aveva sei anni, suo padre lo portò a uno spettacolo aereo. Brown sviluppò un grande interesse per il volo da questa esperienza e, in seguito, fu attratto da un aeroporto sterrato vicino a casa sua, che visitò spesso nonostante fosse stato cacciato via da un meccanico locale.
All'età di tredici anni, Brown trovò lavoro come paperboy, i ragazzi che distribuivano i giornali, per il Pittsburgh Courier, un giornale afroamericano e sviluppò il desiderio di pilotare mentre leggeva sul giornale degli aviatori di colore dell'epoca tra cui C. Alfred Anderson, Eugene Bullard e Bessie Coleman Divenne anche un avido lettore di Popular Aviation e del Chicago Defender, che in seguito disse che influenzò pesantemente il suo desiderio di pilotare aerei della marina militare. Nella sua infanzia fu descritto come "serio, spiritoso, modesto e molto intelligente". Nel 1937, scrisse una lettera al presidente degli Stati Uniti Franklin D. Roosevelt in cui si lamentava dell'ingiustizia subita dai piloti afroamericani tenuti fuori dall'US Army Air Corps, a cui la Casa Bianca rispose con una lettera dicendo che apprezzava il punto di vista.
Poiché le scuole più vicine alla sua famiglia erano di qualità inferiore, nel 1939, Brown visse con sua zia e frequentò la segregata Eureka High School di Hattiesburg. Era un membro delle squadre di basket, football e atletica leggera ed era uno studente eccellente, laureandosi come salutatorian nel 1944. Durante questo periodo, Brown incontrò la sua futura moglie, Daisy Pearl Nix.
Dopo la laurea, Brown cercò di iscriversi a un college al di fuori del Sud. Il suo preside, Nathaniel Burger, gli consigliò di frequentare un college tutto nero, come aveva fatto suo fratello Marvin Brown, ma si iscrisse alla Ohio State University come aveva fatto il suo modello d'infanzia, Jesse Owens. Burger disse a Brown che solo sette afroamericani si erano laureati all'università quell'anno, ma Brown era determinato a iscriversi, credendo di poter competere con successo con gli studenti bianchi.
Brown accettò diversi lavori secondari per risparmiare denaro per il college; lavorò per esempio all'Holmes Club, un saloon per soldati bianchi dell'esercito americano dove fu spesso bersaglio di comportamenti razzisti e abusi. Nonostante questo, perseverò guadagnando $600 per pagare il college. Nell'autunno del 1944 Brown lasciò il Mississippi su un treno segregato per Columbus, nell'Ohio, dove partì per la Ohio State University.
Brown si trasferì in una pensione del campus al 61 East Eleventh Avenue nel quartiere prevalentemente nero del distretto universitario di Columbus e si laureò in ingegneria architettonica. Brown tentò più volte di iscriversi al programma di aviazione della scuola, ma gli fu negato a causa del colore della sua pelle. Brown si unì alla squadra di atletica leggera e alla squadra di wrestling, ma presto abbandonò entrambe per motivi finanziari. Prese lavoro come custode in un grande magazzino locale e fu assunto dalla Pennsylvania Railroad per caricare vagoni dalle 15:30 a mezzanotte ogni giorno. Nonostante ciò, mantenne i voti migliori nelle sue classi.
Pur affrontando difficoltà con gli accademici e la segregazione istituzionale vigente in città, Brown scoprì che la maggior parte dei suoi compagni di studio erano amichevoli nei suoi confronti. Brown tornò raramente in Mississippi durante l'anno scolastico, ma nelle estati lavorò alla Barnes Cleaners, una tintoria, di proprietà di Milton L. Barnes Sr. a Hattiesburg per aiutarlo a pagare le sue lezioni.
Durante il suo secondo anno al college, Brown apprese del V-5 Aviation Cadet Training Program condotto dalla Marina degli Stati Uniti per commissionare piloti dell'aviazione navale. Questo programma operava in 52 college, nessuno dei quali era un college storicamente nero, quindi solo gli studenti come Brown, che frequentavano college integrati, erano idonei. Nonostante la resistenza dei reclutatori, Brown superò gli esami di ammissione.
Brown si arruolò nella riserva navale degli Stati Uniti l'8 luglio 1946 e fu ammesso al programma di aviazione, diventando un apprendista marinaio nella Marina degli Stati Uniti e membro del programma Naval Reserve Officer Training Corps (NROTC) della scuola. Uno stipendio mensile di $50 gli permise di lasciare il lavoro e concentrarsi sui suoi studi; conseguì la laurea in ingegneria architettonica nel 1947. A quel tempo, il NROTC era la classica via per una regolare carriera navale, ma solo 14 degli oltre 5 600 studenti NROTC nel 1947 erano neri.

## Carriera
Il 15 marzo 1947 Brown si presentò alla Glenview Naval Air Station di Glenview, in Illinois, per l'addestramento degli ufficiali di volo della marina. Lì il suo arruolamento terminò il 15 aprile e Brown fu nominato guardiamarina, diventando l'unico afroamericano nel programma. Sebbene ci fosse antagonismo, trovò che gli altri cadetti erano generalmente amichevoli e accoglienti. Trovò invece ostilità tra alcuni dei cuochi e custodi neri, probabilmente a causa della gelosia. Brown fece il suo primo volo a bordo di un aereo da addestramento Stearman N2S.

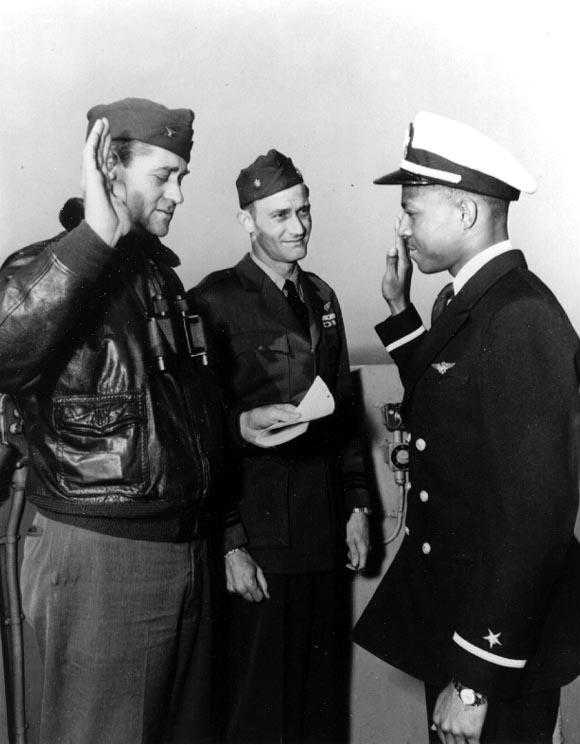
Brown entra in servizio a bordo della USS Leyte nel 1949.

Nonostante i rigori dell'addestramento iniziale, Brown fu incoraggiato dagli istruttori e completò la prima fase dell'addestramento, trasferendosi alla Ottumwa Naval Air Station di Ottumwa, nell'Iowa, per la fase successiva. L'addestramento di Ottumwa prevedeva un intenso sforzo fisico e un allenamento tecnico, che Brown completò. Successivamente fu trasferito alla Naval Air Station Pensacola di Pensacola, in Florida, per addestrarsi al volo aereo.
A Pensacola, Brown e Nix si sposarono in segreto, poiché ai cadetti navali non era permesso convolare a nozze fino al completamento del loro addestramento, pena l'espulsione immediata. Nix prese una stanza a Pensacola, e i due si incontravano nei fine settimana Nonostante il razzismo palese da parte di almeno un istruttore e di diversi compagni di classe, Brown completò il rigoroso addestramento il 5 agosto 1947.
Nel giugno 1948, Brown iniziò l'addestramento per aerei destinati alle portaerei e sperava di pilotare l'F4U Corsair o l'F6F Hellcat, entrambi caccia. Si addestrò ai decolli e agli appontaggi sulle portaerei a bordo della portaerei leggera USS Wright dopo di che fu inviato a Jacksonville per le qualifiche finali di volo. Il 21 ottobre 1948 completò il suo addestramento e ricevette il distintivo di aviatore navale. Questo risultato fu ampiamente pubblicizzato e Brown divenne noto a livello nazionale. L'Associated Press lo intervistò e la sua fotografia apparve sulla rivista Life. L'autore Theodore Taylor scrisse in seguito che attraverso gli sforzi di Brown per diventare un pilota, egli aveva sfondato la "barriera del colore" che era esistita a lungo nel prevenire i neri nell'aviazione navale.
Brown divenne guardiamarina della Marina degli Stati Uniti il 26 aprile 1949. Fu assegnato alla Naval Air Station Quonset Point a Quonset Point, nel Rhode Island come parte della flotta atlantica degli Stati Uniti. Brown riferì che gli episodi di razzismo e discriminazione, che erano stati palesi nella fase avanzata del suo addestramento, divennero sostanzialmente più trascurabili una volta diventato ufficiale. Dopo la sua presa di servizio, Brown fu assegnato al servizio temporaneo presso la Norfolk Naval Air Station di Norfolk, in Virginia. Sua figlia, Pamela Elise Brown, nacque nel dicembre del '48 e nel gennaio 1949, Brown fu assegnato al Fighter Squadron 32 a bordo della USS Leyte. Nei successivi 18 mesi l'unità condusse numerosi esercizi di addestramento lungo la costa orientale, molti dei quali si svolsero a Quonset Point; Brown riferì che i suoi superiori lo trattavano in modo equo e che l'unità si addestrava rigorosamente nelle manovre aeree.
Allo scoppio della guerra di Corea, si era guadagnato tra gli altri membri dello squadrone la reputazione di pilota esperto e capo sezione capace. Era ben voluto dagli altri piloti, dagli steward neri e dal personale di supporto della portaerei. Brown non socializzava molto con gli altri piloti, tuttavia, ed era noto per trascorrere più tempo possibile con sua moglie, anche perché a questo punto gli fu possibile rendere pubblico il suo matrimonio.

### Guerra di Corea

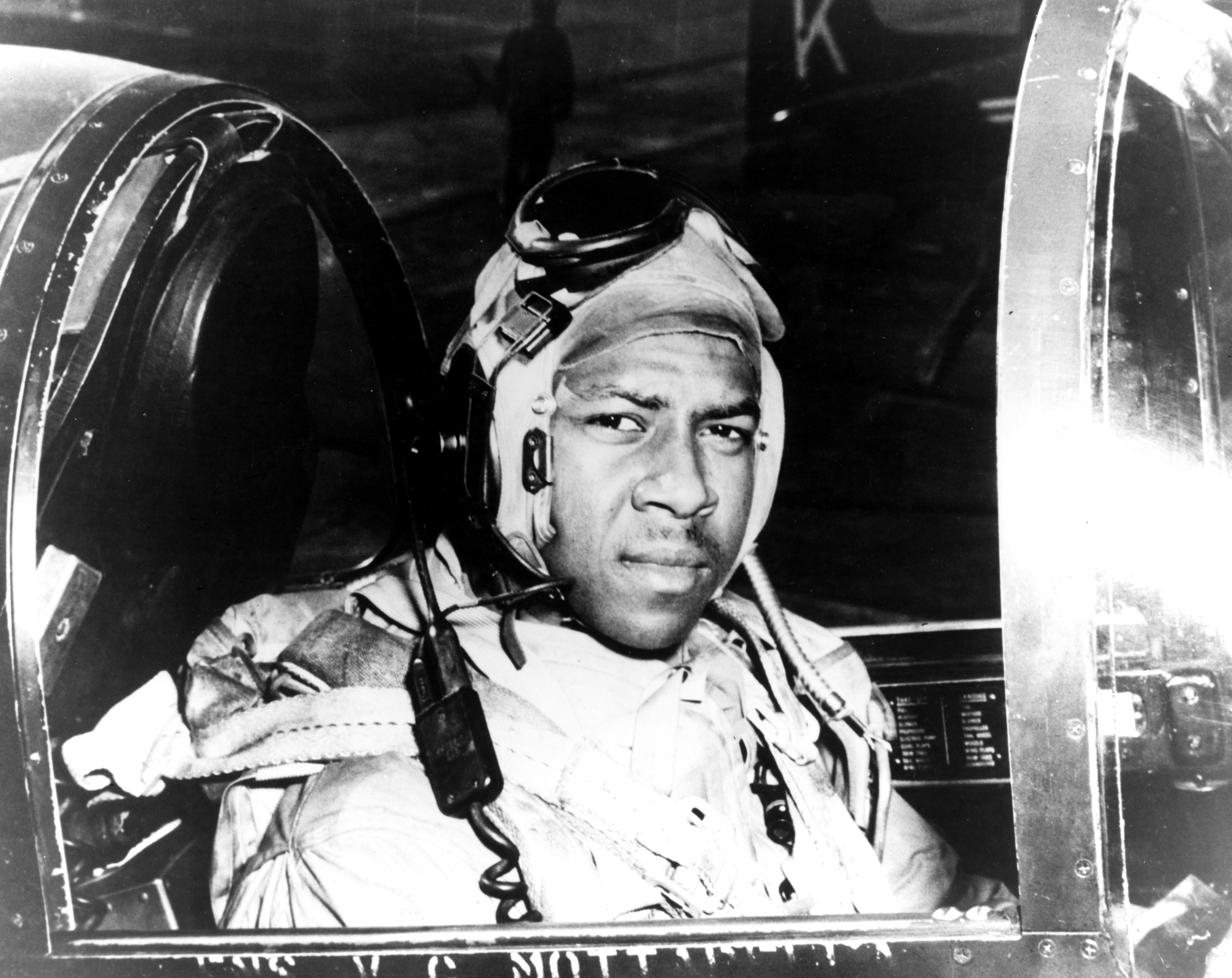
Brown nella cabina di pilotaggio di un caccia Grumman F8F 'Bearcat' (circa 1949), prima di partire per la Corea alla fine del 1950.

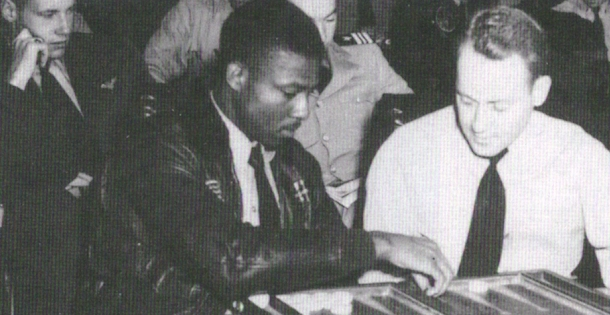
Brown sulla portaerei.

La notte del 25 giugno 1950, dieci divisioni di fanteria nordcoreane e coreane lanciarono un'invasione su vasta scala della vicina nazione a sud, la Repubblica di Corea. Una forza di 89 000 uomini si mosse in sei colonne, cogliendo di sorpresa l'esercito della Repubblica di Corea, provocando una disfatta, anche perché il più piccolo esercito sudcoreano soffriva di una diffusa mancanza di organizzazione e di equipaggiamento, ed era impreparato alla guerra. Le forze nordcoreane, numericamente superiori, distrussero la resistenza isolata dei 38 000 soldati sudcoreani sul fronte prima che iniziasse a muoversi costantemente verso sud e la maggior parte delle forze della Corea del Sud si ritirò di fronte all'invasione. I nordcoreani erano sulla buona strada per raggiungere Seoul in poche ore, costringendo il governo e il suo esercito a ritirarsi ancora più a sud.
Per evitare il collasso della Corea del Sud, il Consiglio di sicurezza delle Nazioni Unite votò per inviare forze militari. La Settima Flotta degli Stati Uniti inviò la Task Force 77, guidata dalla portaerei USS Valley Forge; la flotta britannica dell'Estremo Oriente inviò diverse navi, tra cui la HMS Triumph, per fornire supporto aereo e navale. Sebbene le marine abbiano bloccato la Corea del Nord e lanciato aerei per ritardare le forze nordcoreane, questi sforzi da soli non fermarono il colosso dell'esercito nordcoreano nella sua avanzata verso sud. Il presidente degli Stati Uniti Harry S. Truman ordinò alle truppe di terra di entrare nel Paese per integrare il supporto aereo. e tutte le unità della Marina degli Stati Uniti, inclusa la USS Leyte, furono messe in allerta. A quel tempo la nave si trovava nel Mar Mediterraneo e Brown non si aspettava di essere schierato in Corea, ma l'8 agosto una nave di soccorso arrivò nell'area e alla Leyte fu ordinato di recarsi in Corea. I comandanti ritenevano che i piloti sulla portaerei fossero i meglio addestrati, e quindi necessari nel teatro di guerra. La nave salpò dallo stretto di Gibilterra, attraversò l'Oceano Atlantico, poi il canale di Panama, per passare dalle Hawaii e dal Giappone prima di arrivare in Corea intorno all'8 ottobre.
La nave si unì alla Task Force 77 al largo della costa nord-orientale della penisola coreana, come parte di una flotta di 17 navi della Settima Flotta, tra cui la portaerei USS Philippine Sea, la corazzata USS Missouri e l'incrociatore USS Juneau. Brown partecipò nel Paese a 20 missioni; queste missioni includevano attacchi alle linee di comunicazione, alle concentrazioni di truppe e alle installazioni militari intorno a Wonsan, Chŏngju, Songjim e Senanju.
Dopo l'entrata in guerra della Repubblica Popolare Cinese nell'ottobre 1950, Brown e il suo squadrone furono inviati al bacino di Chosin, dove si stava combattendo un'intensa campagna tra il X Corps dell'United States Army e la 9ª Armata dell'Esercito Popolare dei Volontari. Circa 100 000 soldati cinesi avevano circondato 15 000 soldati statunitensi, e Brown e altri piloti dalla USS Leyte volarono per dozzine di missioni di supporto aereo ravvicinato ogni giorno per impedire ai cinesi di sopraffare le truppe statunitensi.

## Morte

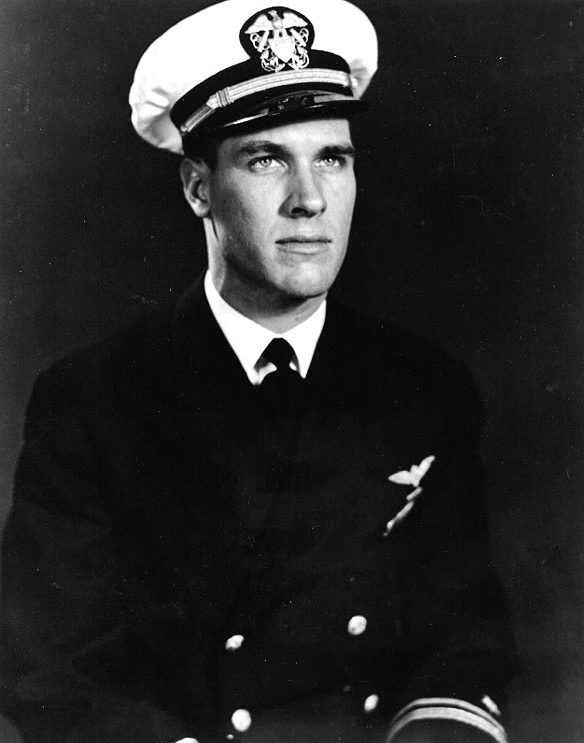
Thomas J. Hudner Jr., gregario di Brown, che fu insignito della Medal of Honor per aver tentato di salvarlo.

Il 4 dicembre 1950, Brown fece parte di una formazione di sei aerei a supporto delle truppe di terra del Corpo dei Marines degli Stati Uniti intrappolate dalle forze cinesi.. Alle 13:38 ora locale, Brown decollò dalla USS Leyte con l'ufficiale esecutivo dello squadrone, il tenente comandante Dick Cevoli, il tenente George Hudson, il tenente di grado inferiore Bill Koenig, il guardiamarina Ralph E. McQueen e il tenente di grado inferiore Thomas J. Hudner Jr., che era il gregario di Brown. Durante questo volo, Brown aveva il nominativo "Iroquois 13". Il volo percorse circa 160 km fino al bacino di Chosin, volando da 35 a 40 minuti in condizioni invernali molto rigide nelle vicinanze dei villaggi di Yudam-ni e Hagaru-ri. Il volo iniziò a cercare obiettivi lungo il lato ovest del bacino, diminuendo la loro altitudine a circa 210 m. La missione consisteva in un volo di ricerca e distruzione di tre ore, nonché un tentativo di sondare la forza delle truppe cinesi nell'area.
Sebbene la missione non avvistò alcun soldato cinese, alle 14:40 il tenente Koenig comunicò via radio che Brown sembrava essere a corto di carburante. Il danno fu probabilmente provocato dal fuoco di armi leggere della fanteria cinese, che era nota per nascondersi nella neve e per tendere imboscate agli aerei di passaggio sparando all'unisono Almeno un proiettile ruppe un tubo del carburante e Brown, perdendo la pressione del carburante e sempre più incapace di controllare l'aereo, lasciò cadere i suoi serbatoi di carburante esterni e i razzi, e tentò di far atterrare il velivolo in una radura coperta di neve sul fianco di una montagna. Brown si schiantò in una valle a forma di ciotola a circa 40°36′N 127°06′E.. L'aereo si spezzò violentemente al momento dell'impatto e ne fu quasi distrutto. Nello schianto, la gamba di Brown si ritrovò bloccata sotto la fusoliera dell'aereo; si tolse il casco e i guanti nel tentativo di liberarsi, prima di salutare gli altri piloti, che stavano girando vicino sopra di lui. Gli altri piloti pensarono che fosse morto nello schianto Brown era atterrato vicino a Somong-ni, 24 km dietro le linee cinesi in condizioni meteorologiche di -9 °C, e gli altri piloti lanciarono un Mayday a qualsiasi aereo da trasporto pesante nella zona mentre scansionavano la montagna alla ricerca di qualsiasi segno di forze di terra cinesi che avrebbero potuto minacciare Brown. Ricevettero un segnale che un elicottero di soccorso sarebbe arrivato il prima possibile, ma l'aereo di Brown stava fumando e un incendio era iniziato vicino ai suoi serbatoi di carburante interni.
Prima che fosse chiaro che Brown era gravemente ferito, Hudner tentò invano di salvarlo inviandogli via radio istruzioni per fuggire dal suo aereo danneggiato. Hudner quindi fece atterrare intenzionalmente il suo aereo, corse al fianco di Brown e tentò di liberarlo dal relitto. Mentre le condizioni di Brown peggioravano di minuto in minuto, Hudner tentò invano di spegnere l'incendio dell'aereo usando la neve e di tirare fuori Brown dall'aereo. Soffrendo molto, Brown iniziò a scivolare dentro e fuori dallo stato di coscienza. Un elicottero di soccorso arrivò intorno alle 15:00; il suo pilota, il tenente Charles Ward, e Hudner non furono in grado di spegnere l'incendio del motore con un estintore, e cercarono senza successo di liberare Brown con un'ascia per 45 minuti. Pensarono anche, su richiesta di Brown, di amputargli la gamba intrappolata. Brown perse conoscenza poco dopo. Le sue ultime parole comunicate a Hudner da Brown furono: "Di' a Daisy che la amo". L'elicottero, che non era in grado di operare nell'oscurità, fu costretto a tornare alla base al calar della notte con Hudner, lasciando indietro Brown. Si ritiene che Brown sia morto poco dopo per le ferite riportate e per l'esposizione al freddo estremo. Nessuna forza cinese minacciò il sito, probabilmente a causa della pesante presenza aerea dell'unità di Brown e Hudner.
Hudner pregò i superiori di permettergli di tornare al relitto per aiutare a estrarre Brown, ma non gli fu permesso, poiché altri ufficiali temevano un'imboscata. Per evitare che il corpo e l'aereo cadessero in mani cinesi o nordcoreane, la Marina degli Stati Uniti bombardò l'aereo con il napalm due giorni dopo, con i piloti che recitavano il Padre nostro alla radio mentre guardavano il corpo di Brown consumato dalle fiamme. I piloti osservarono che il corpo di Brown era ancora bloccato nell'aereo, ma il suo equipaggiamento era sparito. I resti sia di Brown che dell'aereo non furono mai recuperati. Brown fu il primo ufficiale afroamericano della Marina degli Stati Uniti ucciso in guerra.

## Lascito
(Hudner, parlando di Brown il 17 febbraio 1973, alla messa in servizio della USS Jesse L. Brown.)
Per le sue azioni in Corea e che portarono alla sua morte, Brown fu insignito della Distinguished Flying Cross, della Purple Heart e della Air Medal. Per il fallito tentativo di salvataggio, Hudner ricevette la Medal of Honor, la più alta onorificenza al valore presentata dall'esercito statunitense.
I compagni di nave di Brown lo commemorarono in un giornale navale come "un soldato cristiano, un gentiluomo, un compagno di nave e un amico ... Il suo coraggio e la sua fede... brillano come un faro sotto gli occhi di tutti". Quando si diffuse la notizia della sua morte, Brown ispirò numerosi altri afroamericani a diventare piloti, in particolare l'apprendista marinaio Frank E. Petersen. Petersen sarebbe diventato il primo aviatore afroamericano del Corpo dei Marines e il primo generale afroamericano del Corpo dei Marines, laureandosi al Naval Aviation Training Program nel 1952 e ritirandosi dall'esercito dopo 38 anni nel 1988 con il grado di tenente generale.
Il 17 febbraio 1973, la Marina commissionò la fregata classe Knox USS Jesse L. Brown (FF-1089), la terza nave statunitense chiamata in onore di un afroamericano. Alla cerimonia di messa in servizio a Boston, nel Massachusetts, erano presenti Daisy Brown Thorne (che si era risposata), Pamela Brown e Hudner, che fece una dedica. La nave fu dismessa il 27 luglio 1994 e ribattezzata Damiyat dopo essere stata commissionata dalla Marina egiziana.
Nel luglio 2013, Hudner ha visitato Pyongyang nel tentativo di recuperare i resti di Brown dal luogo dell'incidente. Le autorità nordcoreane gli hanno detto di tornare a settembre, quando il tempo sarebbe stato più prevedibile.
Mentre Brown è spesso citato come il primo aviatore navale afroamericano, il tenente Oscar W. Holmes lo precedette, guadagnandosi la designazione di aviatore navale nel 1943, perché la Marina inizialmente non si rese conto che era un afroamericano.

## Nei media
Nel 1998, Theodore Taylor ha scritto una biografia intitolata Flight of Jesse Leroy Brown, intervistando i conoscenti di Brown e con riferimento alle sue lettere personali. Nel 2011 una mostra itinerante, A Pilot Lights the Way è stata presentata nella mostra del 100º anniversario dell'aviazione navale presso il Museo Nazionale dell'Aviazione Navale; il curatore era l'autore e poeta Valada Flewellyn. La mostra A Pilot Light the Way è stata aperta presso l'Università della Florida centrale (UCF) e ha viaggiato a Hattiesburg, nel Mississippi e in altre località. Nel 2015, Brown è stato il soggetto della biografia Devotion: An Epic Story of Heroism, Friendship, and Sacrifice, di Adam Makos.
La storia di Jesse Brown è narrata anche dal film del 2022 Sulle ali dell'onore di J. D. Dillard in cui Jonathan Majors interpreta il protagonista.

## Onorificenze
|                             |                             |                             |
| Template:Ribbon devices/alt | Template:Ribbon devices/alt | Template:Ribbon devices/alt |
| Template:Ribbon devices/alt | Template:Ribbon devices/alt | Template:Ribbon devices/alt |
| Template:Ribbon devices/alt |                             | Template:Ribbon devices/alt |